# Луч (роман)
«Луч» — фантастический роман Марины и Сергея Дяченко, впервые изданный в 2019 году.

## Сюжет
Главному герою, 13-летнему Денису, сообщает его сосед, называющий себя «дядей Робертом», что вскоре после его рождения он «выкупил» у матери Дениса жизнь мальчика. Через год, в 14-летие Дениса, он должен будет оказаться в полном распоряжении дяди Роберта. Спустя год Денис попадает в закрытый коттедж, существующий неведомо где и неведомо когда, где мальчик наряду с тремя другими тинейджерами — Славиком, Элли и Марго — участвует в проекте «Луч», и от того, сумеет ли Денис выиграть в эту странную игру, зависит, вернётся ли он домой. В рамках проекта обитатели летящего к далёким звёздам космического корабля под названием «Луч» — то ли виртуальной «модели человечества», то ли реального межзвёздного корабля — раз за разом лишаются смысла существования, и тинейджеры, живущие в закрытом коттедже, вынуждены вновь и вновь его находить, внося в замкнутую систему те или иные изменения и пытаясь ответить на вопрос, что делает людей счастливыми, а что придаёт их существованию смысл.
По условиям задачи обитатели корабля не знают о втянутых в проект «Луч» четырёх тинейджерах, а те знают о них очень многое — и проект кажется подросткам компьютерной игрой в духе «Симсов», кроме самого Дениса, почему-то уверенного, что обитатели корабля — люди, а не игровые «юниты». Отношения четвёрки тинейджеров получают бурное развитие. Денис, Славик, Элли и Марго — подростки с различным прошлым и в проекте «Луч» вынуждены участвовать по разным причинам. Между ними зарождаются скрытая симпатия и открытая вражда, происходят драки и сексуальные эксперименты — эта команда отнюдь не дружная, в лучшем случае они — временные союзники.
Финал романа потрясает и в то же время совершенно логичен, он напоминает «Vita Nostra» тех же авторов.

## Художественные особенности
Рецензент журнала «Мир фантастики» Светлана Евсюкова относит к достоинствам романа захватывающую интригу, сложные этические проблемы и яркий финал, к недостаткам — некоторую небрежность повествования, непроработанных второстепенных персонажей и тот факт, что многие страницы романа выглядят как краткий пересказ, синопсис значительно более масштабной и внушительной книги. По утверждению Евсюковой, «„Луч“ — яркий, захватывающий и спорный роман, который стоит прочтения и о котором определённо будут говорить».
«Луч» — роман-эксперимент, похожий в этом смысле на другие книги Дяченко. Главное, что интересует писателей, — поведение человека в заданных обстоятельствах, которые часто авторы в своих произведениях увлечённо моделируют, создавая герметически замкнутые сами на себя миры, — и в романе «Луч» этот принцип присутствует в особо концентрированном виде.
Рецензент журнала «Знамя» Екатерина Иванова пишет, что в романе «остросюжетная интрига натянута, как струна, и идея нигде не роняет себя. Текст написан с таким внутренним напряжением, что заставляет переворачивать страницы, забыв про сон, еду и работу вплоть до самого финала». С. Евсюкова отмечает, что особенно увлекательна сюжетная линия тинейджеров, находящихся в коттедже. Она похожа на камерную пьесу, увлекательную от начала и до конца: Дяченко удаётся создать интригу и завладеть вниманием читателей, которое продолжает удерживаться до последней страницы — и даже после конца романа.
В совсем другой стилистике описаны события, происходящие в космическом корабле «Луч», — эти главы побуждают читателя вспомнить старую космическую фантастику о покорении других планет, пронизанную наивным пафосом и верой в светлое будущее человечества. Однако авторы эту веру разбивают вдребезги.

## Проблематика
Основные проблемы, затрагиваемые в романе «Луч», находятся в этическом поле. Раз за разом подростки, находящиеся в коттедже, должны отвечать на вопрос, в чём смысл жизни и что делает людей счастливыми — не только обитателей корабля, но и всё человечество, пассажиров космического корабля, называющегося «Земля». Параметры «счастье» и «осмысленность» в рамках проекта «Луч» разведены и существуют отдельно друг от друга: к примеру, война придаёт человеческой жизни важный, напряжённый и глубокий смысл, но лишает человека счастья, а рождение детей делает родителей счастливыми — но едва ли обычное следование инстинкту размножения придаёт жизни высокий смысл. По словам Е. Ивановой, отсутствие глобального «смысла для всех» не может быть скомпенсировано локальным смыслом «только для меня», «всеми этими любовями-дружбами, пелёнками-распашонками». Если глобальный смысл, куда двигаться и во имя чего жертвовать жизнью, отсутствует, то всё, в повседневности наполняющее жизнь человека смыслом, обесценивается. Дяченко разоблачают друг за другом те жизненные сценарии, что, казалось бы, должны привнести в жизнь ощущение осмысленности происходящего, включая самый сильный: религиозный (на корабль брали далеко не всех, по правилам отбора среди отобранных не должно было быть верующих, лишь агностики или атеисты).
Е. Иванова предполагает, что проблема не в самих обитателях корабля, утративших волю к победе в замкнутом пространстве, а в послании, унаследованном от Земли-1, которое они везут на Землю-2. Оказывается, это послание «пусто» и сводится к умению красиво развлекаться. В рамках этой системы координат отсутствует ответ на вопрос: зачем нести культуру Земли к звёздам, какова её ценность? По мнению Е. Ивановой, цивилизация без трансцендентного начала пуста, и для героев остаётся только один выход: принять свою экзистенциальную заброшенность, абсурдность своего существования, возникающую в результате столкновения с бессмысленным мирозданием человека, взыскующего смысла.
С. Евсюкова утверждает, что, как и в других романах Дяченко, в романе «Луч» их этические головоломки нельзя решить, играя по заданным правилам. Единственное, с помощью чего можно победить проект «Луч», — это «взлом системы». С этим связана и впечатляющая концовка романа. Как отмечает Е. Иванова, главный герой Денис нашёл очень простой ответ на вопрос о смысле собственной жизни — этот смысл заключается в том, чтобы не быть подлецом: в конце романа он открывает обитателям космического корабля правду о том, что вся их жизнь — производное этического эксперимента.